# 中国建筑第二工程局
中国建筑第二工程局有限公司（China Construction Second Engineering Bureau LTD，简称“中建二局”），是中国建筑股份有限公司的全资子公司，原为中国建筑第二工程局，是一家集团型国有控股建筑企业。组建于1952年，总部设在北京。  　　

## 历史
前身是中国人民解放军步兵第九十九师，为迎接国家开展大规模的经济建设，1952年5月，经中央军委决定，改编为建筑工程第五师，1953年，编入华东第二建筑工程公司。1953年7月调往长春，参加第一汽车制造厂建设。
1974年，国家建委决定组建国家建委第二工程局，局机关设在湖南长沙。1980年，以国家建委第二工程局为基础在河北唐山成立中国建筑第二工程局。1996年，总部迁至北京。
2007年9月，中国建筑工程总公司进行了整体改制，成立中国建筑股份有限公司，总公司将中建二局改制为中建股份全资持有的一人有限责任公司，并将其持有中建二局的权益投入中建股份，中建二局的股东由中建总公司变更为中建股份，“中国建筑第二工程局”更名为“中国建筑第二工程局有限公司”。

## 子公司
- 中建二局第一建筑工程有限公司
- 中建二局第二建筑工程有限公司
- 中建二局第三建筑工程有限公司
- 中建二局第四建筑工程有限公司
- 中建二局基础设施投资建设有限公司
- 中建二局安装工程有限公司
- 中建二局南方实业有限公司
- 中建二局贸易有限公司
- 廊坊中建机械有限公司
- 中建湾区建设投资有限公司
- 中建二局装饰工程有限公司
- 中建二局公共设施运营管理有限公司
- 北京中建地产有限责任公司

## 区域分公司
- 中建二局华东公司，管辖中建二局上海、江苏、浙江、安徽、山东、湖北分公司
- 中建二局华南公司，管辖中建二局广东、广西、福建、海南分公司
- 中建二局华北公司，管辖中建二局北京、山西、河北、河南分公司
- 中建二局北方公司，管辖中建二局辽宁、吉林、黑龙江、内蒙古分公司
- 中建二局西南公司，管辖中建二局四川、云南、重庆、西藏、贵州分公司

## 专业分公司
- 中建二局核电分公司
- 中建二局建筑设计分公司
- 中建二局资产管理分公司

## 控股公司
- 中建电力建设有限公司

## 驻外经营机构
- 中国建筑（东南亚）有限公司
- 中建博茨瓦纳有限公司
- 中国建筑海建（澳大利亚）有限公司

## 区域管理中心
- 中建二局雄安分局